# حق اللجوء في الاتحاد الأوروبي

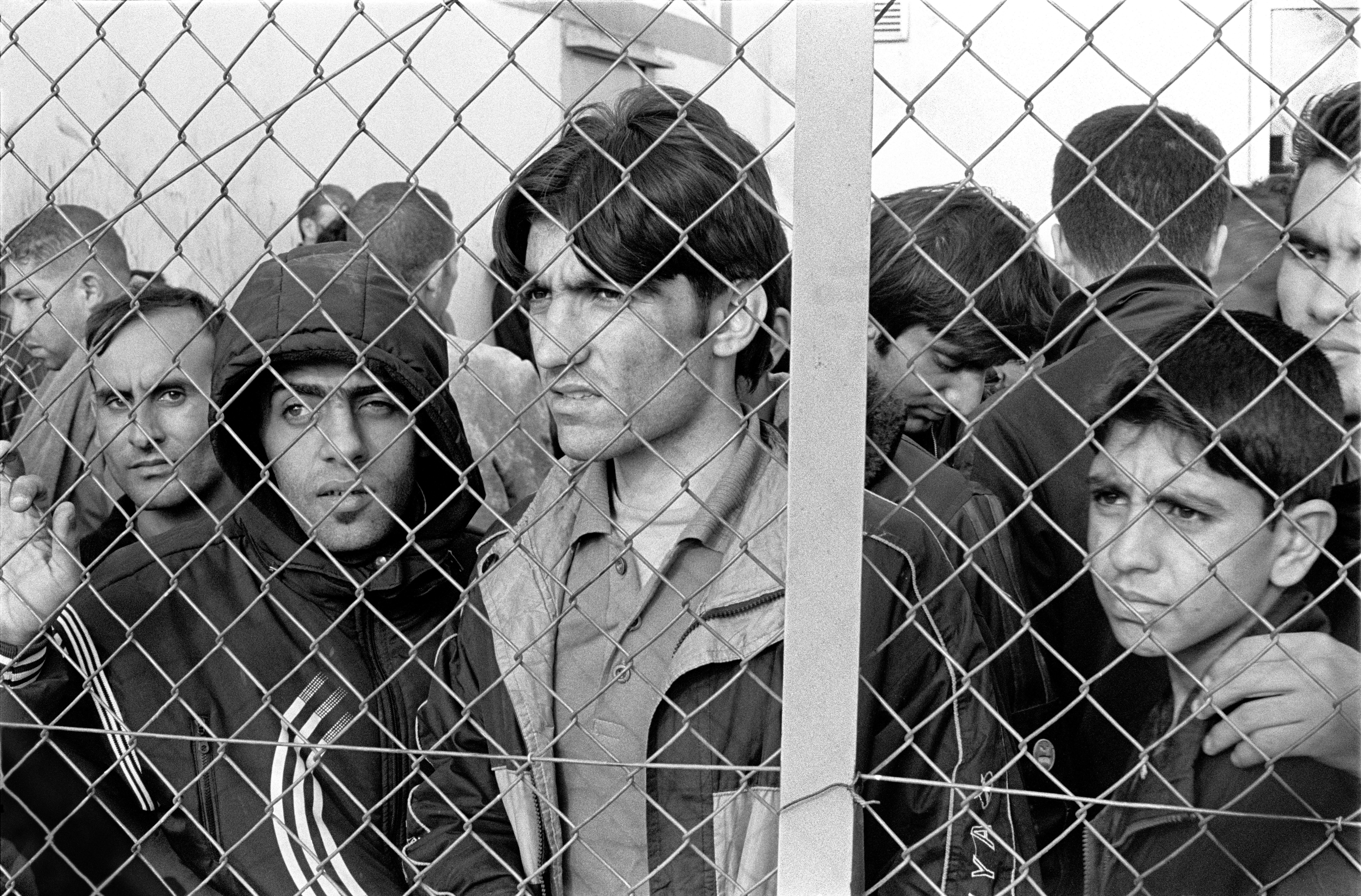

تعود جذور حق اللجوء في الاتحاد الأوروبي إلى الاتفاقية الخاصة بوضع اللاجئين في عام 1951. وهو اتفاق استند على المادة 14 من الإعلان العالمي لحقوق الإنسان.